# Peqin
Peqin este un oraș din Albania.
1. ↑  GeoNames